# Amesbury (Massachusetts, város)
Amesbury város az USA Massachusetts államában, Essex megyében. Lakosainak száma 17 366 fő (2020. április 1.).

## Népesség
A település népességének változása:

| 2010 | 16 283 |
| 2020 | 17 366 |